# Seznam dílů seriálu Grown-ish
Toto je seznam dílů seriálu Grown-ish. Americký komediální televizní seriál Grown-ish měl premiéru 3. ledna 2018 na stanici Freeform.

## Přehled řad
| Řada | Díly | Premiéra v USA    | Premiéra v USA  |
| Řada | Díly | První díl         | Poslední díl    |
| ---- | ---- | ----------------- | --------------- |
| 1    | 13   | 3. ledna 2018     | 28. března 2018 |
| 2    | 21   | 2. ledna 2019     | 7. srpna 2019   |
| 3    | 17   | 16. ledna 2020    | 18. března 2021 |
| 4    | 18   | 8. července 2021  | 24. března 2022 |
| 5    | 18   | 20. července 2022 | 15. března 2023 |
| 6    | 18   | 28. června 2023   | 22. května 2024 |

## Seznam dílů

### První řada (2018)
| Č. v seriálu | Č. v řadě | Původní název                                | Režie            | Scénář                                                                            | Premiéra v USA  |
| ------------ | --------- | -------------------------------------------- | ---------------- | --------------------------------------------------------------------------------- | --------------- |
| 1            | 1         | Late Registration                            | Kevin Bray       | námět: Kenya Barris a Jenifer Rice-Genzuk Henry scénář: Jenifer Rice-Genzuk Henry | 3. ledna 2018   |
| 2            | 2         | Bitch, Don't Kill My Vibe                    | Stella Meghie    | Jordan Reddout a Gus Hickey                                                       | 3. ledna 2018   |
| 3            | 3         | If You're Reading This, It's Too Late        | Steven Caple Jr. | Hale Rothstein                                                                    | 10. ledna 2018  |
| 4            | 4         | Starboy                                      | John Fortenberry | Elaine Welteroth a Chad Sanders                                                   | 17. ledna 2018  |
| 5            | 5         | C.R.E.A.M. (Cash Rules Everything Around Me) | Pete Chatmon     | Craig Doyle                                                                       | 24. ledna 2018  |
| 6            | 6         | Cashin' Out                                  | Todd Biermann    | Chris Spencer                                                                     | 31. ledna 2018  |
| 7            | 7         | Un-Break My Heart                            | Steven Tsuchida  | Kara Brown                                                                        | 7. února 2018   |
| 8            | 8         | Erase Your Social                            | Amy York Rubin   | Vanessa McGee                                                                     | 14. února 2018  |
| 9            | 9         | Who Gon Stop Me                              | Eric Dean Seaton | Melanie Kirschbaum a Alexandra Decas                                              | 28. února 2018  |
| 10           | 10        | It's Hard Out Here for a Pimp                | Marta Cunningham | Hale Rothstein a Jenifer Rice-Genzuk Henry                                        | 7. března 2018  |
| 11           | 11        | Safe and Sound                               | Silver Tree      | Helen Krieger a Emily Miller                                                      | 14. března 2018 |
| 12           | 12        | Crew Love                                    | Pete Chatmon     | Hale Rothstein a Jenifer Rice-Genzuk Henry                                        | 21. března 2018 |
| 13           | 13        | Back & Fourth                                | Steven Caple Jr. | Isaac Schamis a Danny Segal                                                       | 28. března 2018 |

### Druhá řada (2019)
| Č. v seriálu | Č. v řadě | Původní název             | Režie             | Scénář                               | Premiéra v USA    |
| ------------ | --------- | ------------------------- | ----------------- | ------------------------------------ | ----------------- |
| 14           | 1         | Better                    | Pete Chatmon      | Melanie Kirschbaum a Alexandra Decas | 2. ledna 2019     |
| 15           | 2         | Nothing Was The Same      | Pete Chatmon      | Vanessa McGee                        | 2. ledna 2019     |
| 16           | 3         | New Rules                 | Sam Bailey        | Lisa McQuillan                       | 9. ledna 2019     |
| 17           | 4         | In My Feelings            | Sam Bailey        | Crystal Jenkins                      | 16. ledna 2019    |
| 18           | 5         | Girls Like You            | Todd Biermann     | Hailey Chavez                        | 23. ledna 2019    |
| 19           | 6         | Love Galore               | Todd Biermann     | Wade Allain-Marcus                   | 30. ledna 2019    |
| 20           | 7         | Messy                     | Linda Mendoza     | Richard Brandon Manus                | 6. února 2019     |
| 21           | 8         | Workin' Me                | Linda Mendoza     | Ritza Bloom                          | 13. února 2019    |
| 22           | 9         | Body Count                | Jude Weng         | Melanie Kirschbaum a Alexandra Decas | 20. února 2019    |
| 23           | 10        | Wild'n Cuz I'm Young      | Jude Weng         | Vanessa McGee                        | 27. února 2019    |
| 24           | 11        | Face the World            | Eric Dean Seanton | Jennifer Rice-Genzuk Henry           | 6. března 2019    |
| 25           | 12        | Fake Love                 | Stella Meghie     | Craig Doyle                          | 5. června 2019    |
| 26           | 13        | You Decide                | Pete Chatmon      | Crystal Jenkins                      | 12. června 2019   |
| 27           | 14        | Can't Knock the Hustle    | Pete Chatmon      | Sara Lukasiewicz a Brady Morphy      | 19. června 2019   |
| 28           | 15        | Tweakin                   | Nick Wong         | Wade Allain-Marcus                   | 26. června 2019   |
| 29           | 16        | Self Care                 | Amy Coughlin      | Lisa McQuilan                        | 3. července 2019  |
| 30           | 17        | Strictly 4 My ...         | Amy Coughlin      | Jenifer Rice-Genzuk Henry            | 10. července 2019 |
| 31           | 18        | Nice for What             | Molly McGlynn     | Emily G. Miler                       | 17. července 2019 |
| 32           | 19        | Only Human                | Molly McGlynn     | Richard Brandon Manus                | 24. července 2019 |
| 33           | 20        | Mind Playing Tricks on Me | Kabir Akhtar      | Julie Bean                           | 31. července 2019 |
| 34           | 21        | Dreams and Nightmares     | Kabir Akhtar      | Jennifer Rice-Genzuk Henry           | 7. srpna 2019     |

### Třetí řada (2020–2021)
| Č. v seriálu | Č. v řadě | Původní název                  | Režie                     | Scénář                                  | Premiéra v USA  |
| ------------ | --------- | ------------------------------ | ------------------------- | --------------------------------------- | --------------- |
| 35           | 1         | Crunch Time                    | Todd Biermann             | Melanie Kirschbaum a Alexandra Decas    | 16. ledna 2020  |
| 36           | 2         | Damn                           | Todd Biermann             | Crystal Jenkins                         | 23. ledna 2020  |
| 37           | 3         | Close Friends                  | Linda Mendoza             | Lisa McQuillan                          | 30. ledna 2020  |
| 38           | 4         | Thinkin Bout You               | Linda Mendoza             | Wade Allain-Marcus                      | 6. února 2020   |
| 39           | 5         | Gut Feeling                    | Natalia Anderson          | Craig Doyle                             | 13. února 2020  |
| 40           | 6         | Real Life S**t                 | Chris Robinson            | Des Moran                               | 20. února 2020  |
| 41           | 7         | Doin' The Most                 | Chris Robinson            | Nyesha Littlejohn a Molly A.H. Mitchell | 27. února 2020  |
| 42           | 8         | Age Ain't Nothing But a Number | Sam Bailey                | Jenifer Rice-Genzuk Henry               | 5. března 2020  |
| 43           | 9         | Public Service Announcement    | Sam Bailey                | Crystal Jenkins                         | 21. ledna 2021  |
| 44           | 10        | Hard Place                     | Eric Dean Seaton          | Jonathan Curtiss a Will A. Miles        | 28. ledna 2021  |
| 45           | 11        | Alright                        | Eric Dean Seaton          | Lisa McQuillan                          | 4. února 2021   |
| 46           | 12        | Water on Water on Water        | Nick Wong                 | Wade Allain-Marcus                      | 11. února 2021  |
| 47           | 13        | No Halo                        | Nick Wong                 | Craig Doyle                             | 18. února 2021  |
| 48           | 14        | Know Yourself                  | Jenifer Rice-Genzuk Henry | Jenifer Rice-Genzuk Henry a Des Moran   | 25. února 2021  |
| 49           | 15        | Over My Head                   | Nick Wong                 | Melanie Kirschbaum a Alexandra Decas    | 4. března 2021  |
| 50           | 16        | All In Love Is Fair            | Amy Coughlin              | Julie Bean                              | 11. března 2021 |
| 51           | 17        | Who Do You Love?               | Amy Coughlin              | Jenifer Rice-Genzuk Henry               | 18. března 2021 |

### Čtvrtá řada (2021–2022)
| Č. v seriálu | Č. v řadě | Původní název                          | Režie                     | Scénář                          | Premiéra v USA    |
| ------------ | --------- | -------------------------------------- | ------------------------- | ------------------------------- | ----------------- |
| 52           | 1         | Ugh, those feels again                 | Chris Robinson            | Crystal Jenkins                 | 8. července 2021  |
| 53           | 2         | Drunk in Love                          | Chris Robinson            | Lisa McQuillan                  | 15. července 2021 |
| 54           | 3         | Demons                                 | Todd Biermann             | Melanie Kirschbaum              | 22. července 2021 |
| 55           | 4         | Daddy Lessons                          | Todd Biermann             | Alexandra Decas                 | 29. července 2021 |
| 56           | 5         | A BOY IS A GUN*                        | Jenifer Rice-Genzuk Henry | Des Moran                       | 5. srpna 2021     |
| 57           | 6         | Put Your Hands Where My Eyes Could See | Jenifer Rice-Genzuk Henry | Wade Allain-Marcus              | 12. srpna 2021    |
| 58           | 7         | A Peace Of Light                       | Nick Wong                 | Henry „Hank“ Jones              | 19. srpna 2021    |
| 59           | 8         | Canceled                               | Nick Wong                 | Sara Lukasiewicz a Brady Morphy | 26. srpna 2021    |
| 60           | 9         | You Beat Me to the Punch               | Shiri Appleby             | Jenifer Rice-Genzuk Henry       | 2. září 2021      |
| 61           | 10        | It Was Good Until It Wasn't            | Todd Biermann             | Crystal Jenkins                 | 27. ledna 2022    |
| 62           | 11        | Movin' Different                       | Linda Mendoza             | Lisa McQuillan                  | 3. února 2022     |
| 63           | 12        | Mr. Right Now                          | Wade Allain-Marcus        | Alexandra Decas                 | 10. února 2022    |
| 64           | 13        | OK Not To Be OK                        | Todd Biermann             | Melanie Kirschbaum              | 17. února 2022    |
| 65           | 14        | The Revolution Will Not Be Televised   | Shiri Appleby             | Wade Allain-Marcus              | 24. února 2022    |
| 66           | 15        | Can't Let You Go                       | Todd Biermann             | Des Moran                       | 3. března 2022    |
| 67           | 16        | Live Your Life                         | Linda Mendoza             | Crystal Jenkins                 | 10. března 2022   |
| 68           | 17        | Laugh Now Cry Later                    | Craig Doyle               | Lisa McQuillan                  | 17. března 2022   |
| 69           | 18        | Empire State of Mind                   | Todd Biermann             | Jenifer Rice-Genzuk Henry       | 24. března 2022   |

### Pátá řada (2022–2023)
V březnu 2022 byla stanicí Freeform objednána pátá řada.